# Século XVIII a.C.
Século XIX a.C. - Século XVIII a.C. - Século XVII a.C.

## Eventos
- Apogeu da Civilização Minoica em Creta.
- Hicsos invadem o Egito pondo fim ao Médio Império
- 1800 a.C.: Idade do Ferro na Índia
- 1800 a.C.: Início da Idade do Bronze na Escandinávia no sistema de período idealizado por Oscar Montelius.
- 1800 a.C.: Comunidades maias sedentárias na Mesoamérica
- 1800 a.C.: Os hicsos começam a se estabelecer no Delta do Nilo. Eles tinham a capital em Avaris, no nordeste do Delta do Nilo.
- 1800 a.C.: Início da migração indo-ariana
- 1800 a.C. - 1700 a.C.: Declínio da Civilização do Vale do Indo
- 1800 a.C. - 1300 a.C.: Tróia floresce.
- 1792 a.C. - 1750 a.C.: (cronologia média) - Hamurabi governa a Babilônia e tem que lidar com Mari, que ele conquista no final de sua carreira.
- 1792 a.C. - 1750 a.C.: (cronologia média) - É feito o Código de Hamurabi, de Susa (moderno Shush, Irã). Agora está no Museu do Louvre, em Paris.
- 1787 a.C. - 1784 a.C.: conquistas amoritas de Uruk e Isin.
- 1786 a.C.: Egito: Morre a rainha Esquemíofris. Fim da XII Dinastia Egípcia, início da XIII Dinastia, início da XIV Dinastia.
- 1779 a.C.: Zinrilim, o Rei de Mari, começa a governar.
- 1770 a.C.: Babilônia torna-se a maior cidade do mundo, tomando a liderança de Tebas, capital do Egito.
- 1766 a.C.: conquista Shang da Dinastia Xia, China.
- 1764 a.C. - 1750 a.C.: Guerras de Hamurabi.
- 1757 a.C.: Mari é tomada por Hamurabi. O palácio de Zinrilim é destruído.
- 1757 a.C.: Morre Zinrilim, o rei de Mari.
- 1750 a.C.: Ocupação dos hicsos no norte do Egito.
- 1750 a.C.: O período védico começa na Índia.
- 1740–1720 a.C.: reinados do faraó Neferhotep I e seu irmão Sebecotepe IV, marcando o ápice da XIII dinastia egípcia.
- 1749 a.C - 1712 a.C.: Rebeliões na Mesopotâmia.
- Cultura de Únětice, início da Idade do Bronze na Europa Central.
- Civilização minoica: fase II do período médio (MM II).